# Poecilimon pulcher
Poecilimon pulcher är en insektsart som beskrevs av Brunner von Wattenwyl 1891. Poecilimon pulcher ingår i släktet Poecilimon och familjen vårtbitare. Inga underarter finns listade i Catalogue of Life.